# Phare de Kergadec
 (juillet 2015).
Le phare de Kergadec est situé dans le hameau éponyme à Audierne dans le Finistère.

## Description
D'une hauteur de 15 mètres, ce phare de blanc et de rouge vêtu, présente une tourelle octogonale en béton. Son feu directionnel scintillant possède des secteurs vert, blanc et rouge. Érigé à 367 mètres du phare de Trescadec, il forme un alignement au 006° avec ce dernier. Indiquant aux marins l'entrée de la passe de mauvais temps, cet alignement permet de parer et contourner le dangereux plateau de la Gamelle, un écueil de sinistre réputation affleurant aux basses mers et lors des tempêtes.

## Histoire
Avant l'année 1887, deux amers pyramidaux matérialisaient cet alignement. Alors que cette année-là celui de Trescadec fut remplacé par un phare initialement situé aux Capucins, à Kergadec, on bâtit un cabanon en tôle sur un socle en pierre de taille pour accueillir un feu directionnel rouge. Il fut mis en service le 1er décembre 1887.
En 1902, le cabanon fut remplacé par une tourelle cylindrique en maçonnerie de 15 mètres de haut. Ce premier vrai phare fut mis en service le 12 décembre 1902 et il fut électrifié le 15 novembre 1931. La Seconde Guerre mondiale lui réserva un destin funeste quand les troupes allemandes entreprirent sa destruction en 1944.
Au sortir de la guerre, on décida de rebâtir un phare à Kergadec. L'entreprise Urcun d'Audierne se chargea de couler le béton de cette nouvelle construction. Il fut mis en service le 21 novembre 1950.

## Galerie

Le phare de Kergadec
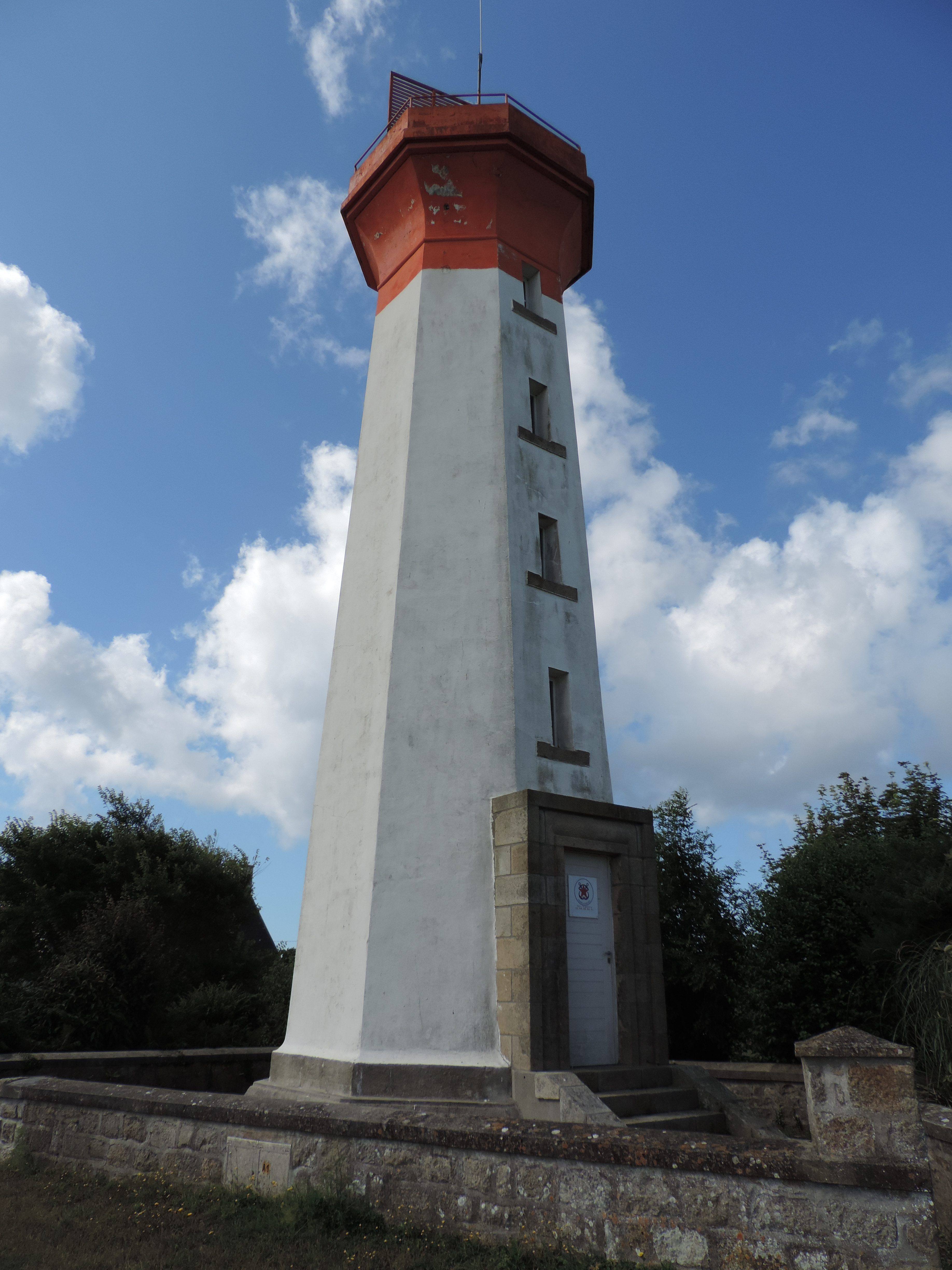
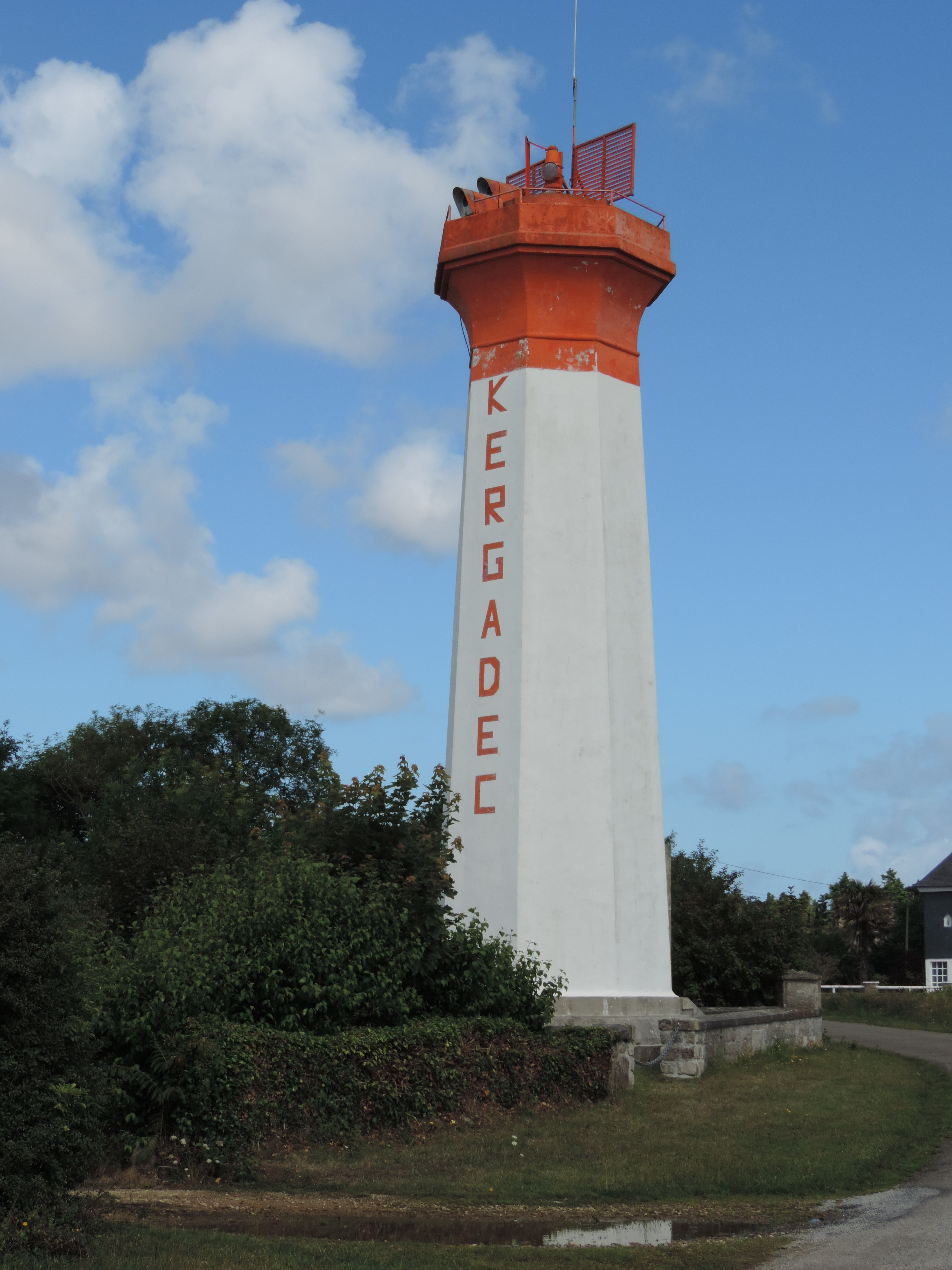
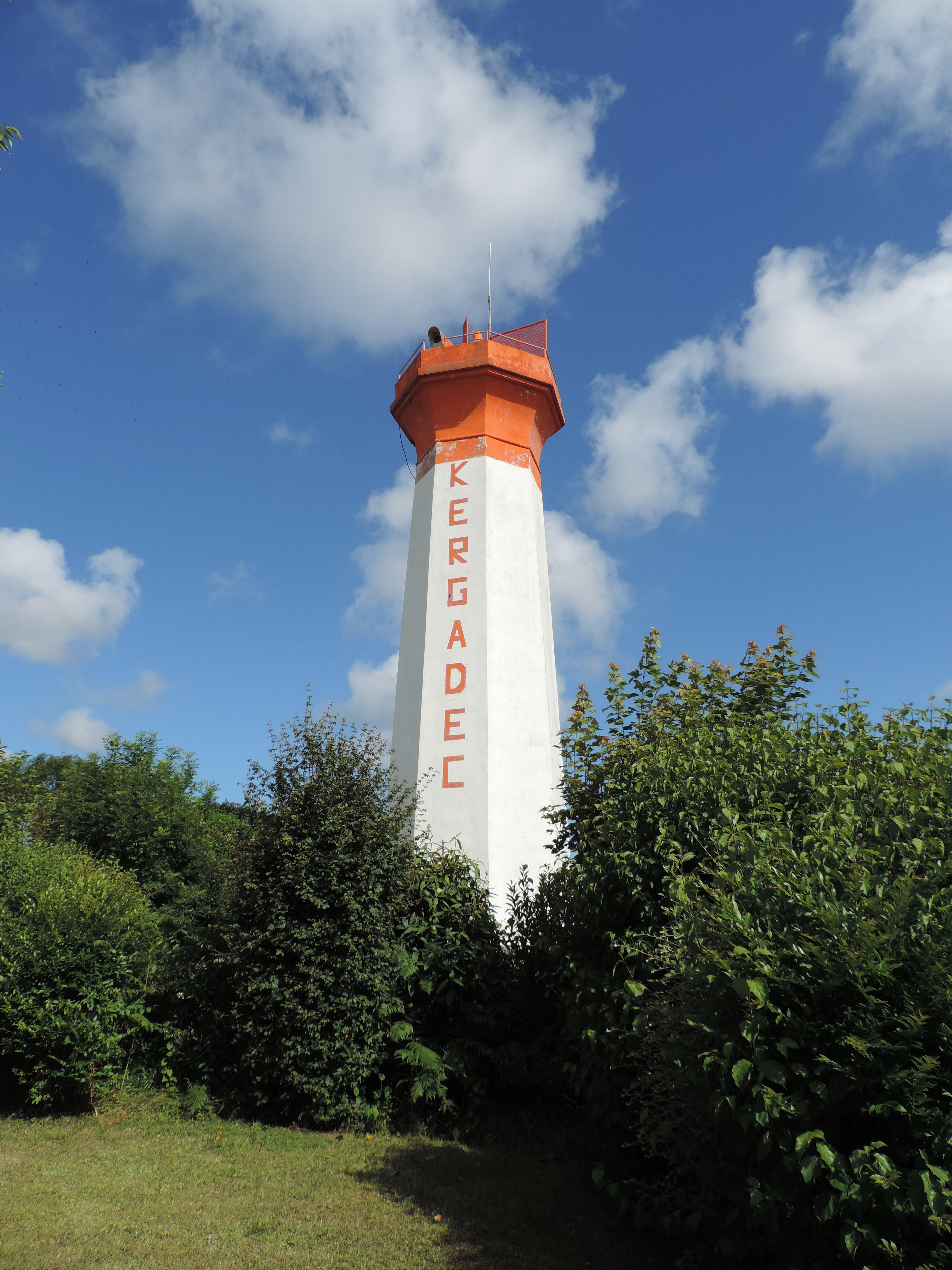
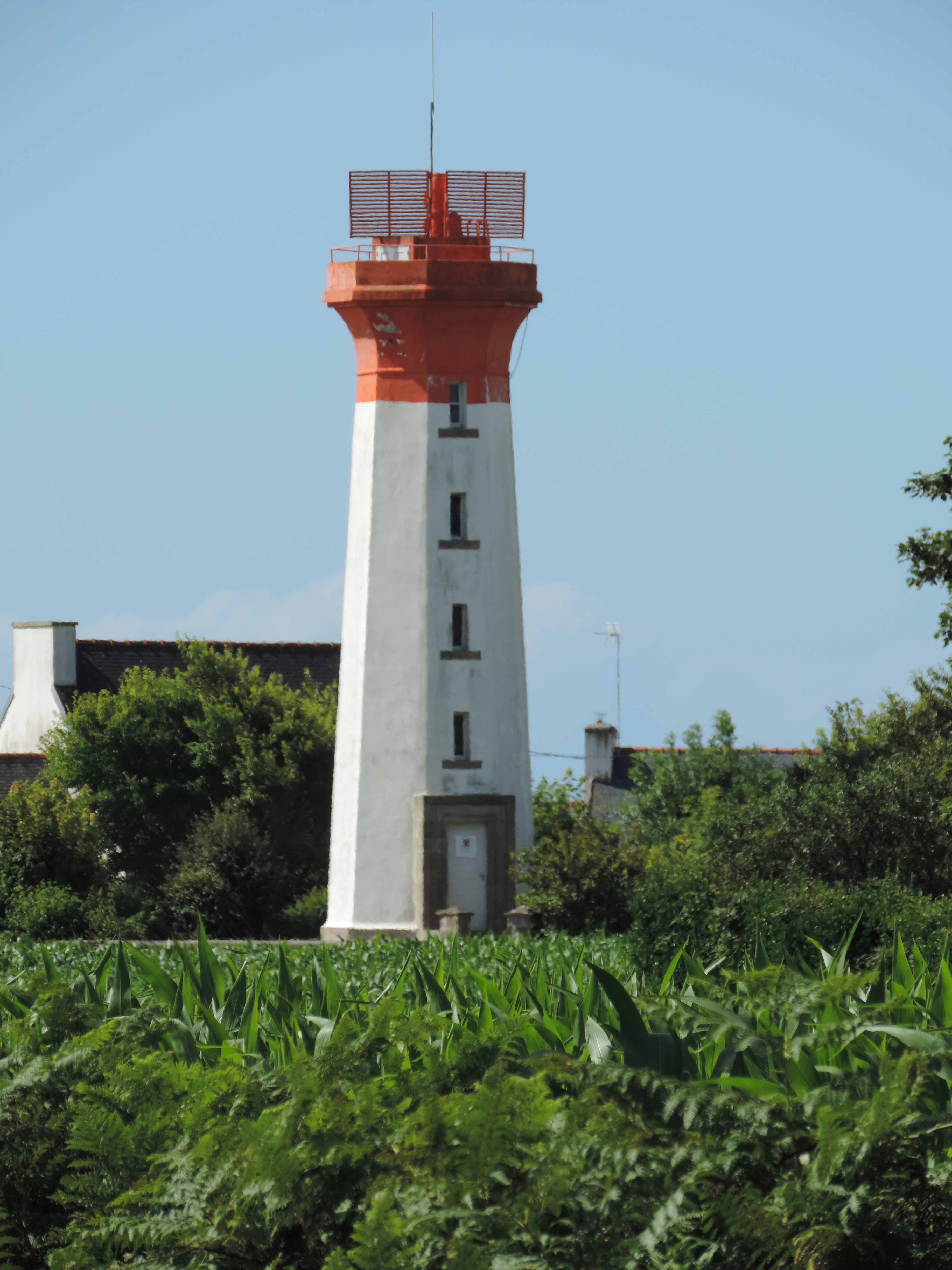